# Psychoda turgida
Psychoda turgida är en tvåvingeart som beskrevs av Quate 1965. Psychoda turgida ingår i släktet Psychoda och familjen fjärilsmyggor. Inga underarter finns listade i Catalogue of Life.